# ベン・ウォーレス
ベン・キャメロン・ウォーレス（Ben Cameron Wallace, 1974年9月10日 - ）は、アメリカ合衆国アラバマ州ホワイトホール出身の元プロバスケットボール選手。デトロイト・ピストンズなどで活躍し、引退後にNBA・Gリーグのグランドラピッズ・ゴールドの球団社長に就任。2021年からはピストンズのフロントに入閣し、アドバイザーを務めている。
NBA史上最高のドラフト外選手と評され、2021年にはドラフト外選手として史上初となる殿堂入りを果たしている。
類いまれなるフィジカルの強さと驚くべき身体能力を有していた。史上最多タイとなる4度のNBA最優秀守備選手賞を受賞しており、高い守備能力を発揮するディフェンシブプレイヤーであり、特にバスケット下での守備は無類の強さを誇った。

## 経歴

### 学生時代
11人兄弟の10番目で、幼少時代は兄弟とバスケットボールに打ち込んだ。弟分のベンはろくにパスをもらえず、この頃から既にリバウンドとディフェンスに精を出していたという。高校時代はバスケットの他にアメリカンフットボール、野球をやっておりいずれも州の代表に選ばれるほどのアスリートだった。にもかかわらず大学からはフットボーラーとしてのスカウトはあってもバスケットボーラーとしてのスカウトは無かったという。クリーブランドのクヤホガ・コミュニティカレッジで2年プレー後、高校時代からベンに注目していたチャールズ・オークリーの推薦で2部リーグ校バージニア・ユニオン大学に編入。卒業後はNBA入りを熱望していたが、ドラフトでどのチームからも指名されず、ボストン・セルティックスのサマーリーグに参加したが身長の低さからゴール下から3ポイントライン付近に配置され、実力の発揮できなかった彼は解雇された。イタリアでプレイした後、ワシントン・ブレッツのGMウェス・アンセルドに関心を持たれブレッツに入団した。

### NBA
当初は十分な出場機会を与えられなかったが、クリス・ウェバーが退団した後、出場機会を増やし、控えながら得意のリバウンドとディフェンスでアピールした。1999－2000シーズン開幕前に、ベンのディフェンスに目をつけたオーランド・マジックにアイザック・オースティンとのトレードで移籍、マジックでは出場した81試合全てに先発出場を果たした。1試合平均13.2リバウンド、1.6ブロックと、ディフェンス面で持ち味を十二分に発揮し、前評判の非常に低かったチームをプレーオフ後一歩まで引き上げる要因となった。2000年8月3日に、チャッキー・アトキンスと共にグラント・ヒルとのトレードでデトロイト・ピストンズへ移籍した。
ピストンズ移籍後は、脅威のディフェンス力を発揮しリーグを代表するインサイドプレーヤーとして開花。ベンは2001-02、2002-03、2004-05、2005-06の計4シーズンに渡りNBA最優秀守備選手賞を獲得。特に2001-02シーズンはリバウンドとブロックショットのタイトルを同時に制した史上4人目の選手となった（他の3人はカリーム・アブドゥル＝ジャバー、ビル・ウォルトン、アキーム・オラジュワン）。翌2002-03シーズンも2年連続リバウンド王を獲得した。2003－04シーズンにはチャウンシー・ビラップス、ラシード・ウォーレスら強力なチームメイトを得てNBAファイナルに進出。第5戦では18得点、22リバウンドを記録、最強のセンター、シャキール・オニール率いるレイカーズを4勝1敗で退け、NBAチャンピオンに輝いた。翌2004－05シーズンもファイナルに進出。サンアントニオ・スパーズに敗れたものの、ウォーレスは自己最高成績の9.7得点を挙げる。2003年のオールスターでは東カンファレンスの先発センターとして出場している。当時のベンの人気は非常に高く、ピストンズのホームコートは彼のトレードマークであったアフロヘアのウィッグを被ったファンで賑わっていた。しかし、新ヘッドコーチのフリップ・サウンダース体制の下で徐々に居場所を失っていった。
2006年7月13日、ウォーレスはシカゴ・ブルズと契約した。しかしシーズン開幕から自身もチームも不調、さらにチームで禁止されているヘッドバンドをつけスコット・スカイルズHCと対立など、序盤は苦しいシーズンを送ったものの、チームメイトの活躍、そして自身の調子も上がり、3年連続のプレーオフ進出に貢献したがカンファレンスセミファイナルで古巣のピストンズに敗れた。

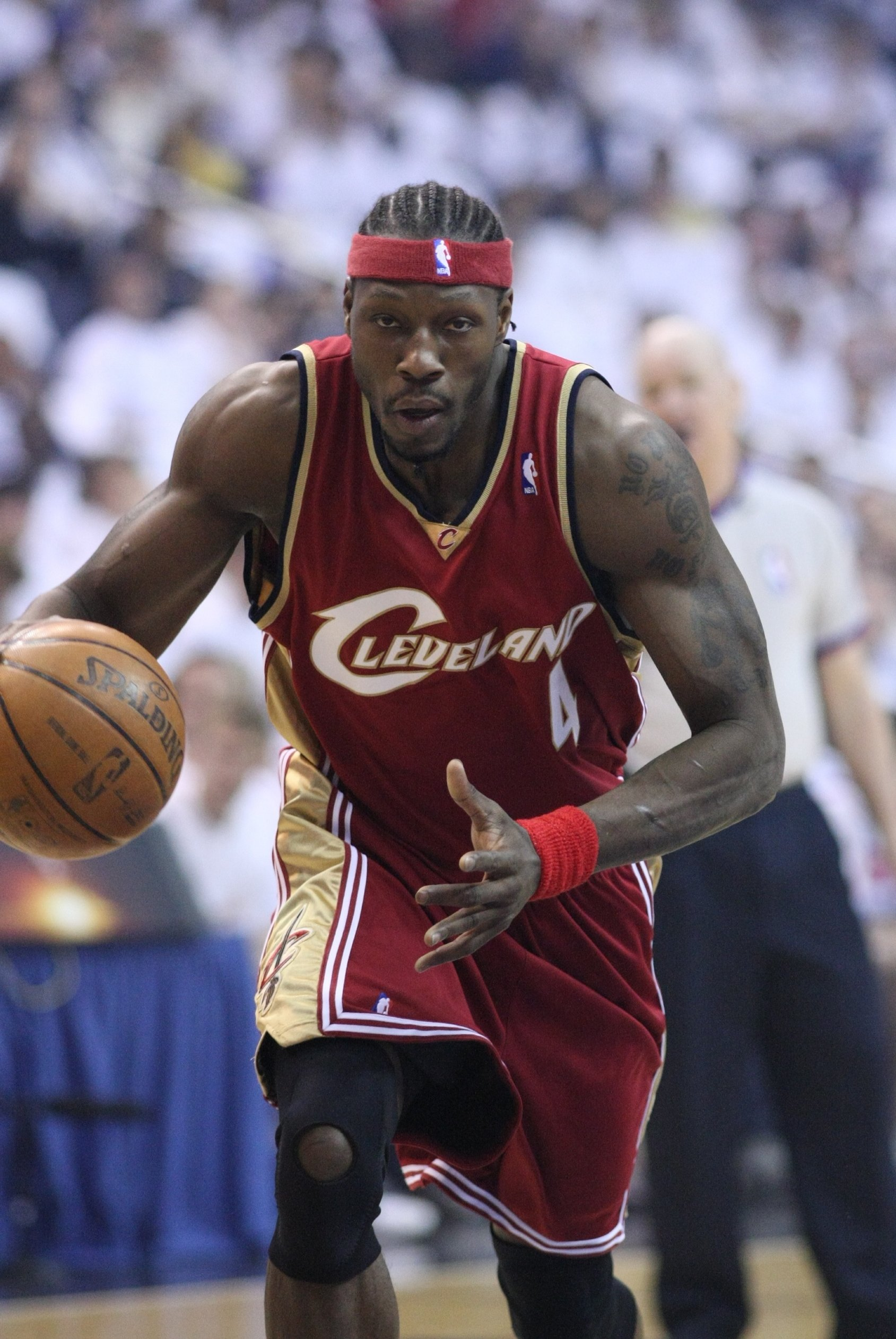
キャバリアーズでのウォーレス（2008年）

2008-09シーズン、トレードデッドラインの2008年2月21日、3チーム11人が絡む大型トレードにてシカゴ・ブルズからクリーブランド・キャバリアーズへと移籍した。しかし、この頃から故障により欠場が増え個人成績は低迷するようになり、2009年のNBAファイナル終了後は一時、引退を匂わす発言もしたがシャキール・オニールとのトレードでサーシャ・パブロビッチと共にフェニックス・サンズへ移籍することが決まった。
2009年7月13日、サンズはウォーレスをバイアウトし、ウォーレスは引退を決意した。
しかしリチャード・ハミルトン、テイショーン・プリンスのピストンズの黄金期を共に築いた2人の友の説得により2009年8月7日、ウォーレスはピストンズとベテランミニマムで契約することに合意、キャリアの中でも栄光の時期を過ごした古巣に戻ることになった。
2012年2月、このシーズン限りで現役を引退すると表明した。
2016年1月16日のゴールデンステート・ウォリアーズ戦のハーフタイムにデトロイト・ピストンズ時代に着用していた背番号「3」の永久欠番授与式が執り行われた。2004年優勝時のヘッドコーチのラリー・ブラウン、チームメートのラシード・ウォレス、テイショーン・プリンスらと共に観戦したゲームは、ピストンズが昨年チャンピオンのウォリアーズを圧倒して勝利した。

## 個人成績

### レギュラーシーズン
| シーズン     | チーム       | GP   | GS  | MPG  | FG%  | 3P%  | FT%  | RPG   | APG | SPG | BPG  | PPG |
| ------------ | ------------ | ---- | --- | ---- | ---- | ---- | ---- | ----- | --- | --- | ---- | --- |
| 1996–97      | WAS          | 34   | 0   | 5.8  | .348 | .000 | .300 | 1.7   | .1  | .2  | .3   | 1.1 |
| 1997–98      | WAS          | 67   | 16  | 16.8 | .518 | .000 | .357 | 4.8   | .3  | .9  | 1.1  | 3.1 |
| 1998–99      | WAS          | 46   | 16  | 26.8 | .578 | .000 | .356 | 8.3   | .4  | 1.1 | 2.0  | 6.0 |
| 1999–2000    | ORL          | 81   | 81  | 24.2 | .503 | .000 | .474 | 8.2   | .8  | .9  | 1.6  | 4.8 |
| 2000–01      | DET          | 80   | 79  | 34.5 | .490 | .250 | .336 | 13.2  | 1.5 | 1.3 | 2.3  | 6.4 |
| 2001–02      | DET          | 80   | 80  | 36.5 | .531 | .000 | .423 | 13.0* | 1.4 | 1.7 | 3.5* | 7.6 |
| 2002–03      | DET          | 73   | 73  | 39.4 | .481 | .167 | .450 | 15.4* | 1.6 | 1.4 | 3.2  | 6.9 |
| 2003–04      | DET          | 81   | 81  | 37.7 | .421 | .125 | .490 | 12.4  | 1.7 | 1.8 | 3.0  | 9.5 |
| 2003–04      | DET          | 74   | 74  | 36.1 | .453 | .111 | .428 | 12.2  | 1.7 | 1.4 | 2.4  | 9.7 |
| 2004–05      | DET          | 82   | 82  | 35.2 | .510 | .000 | .416 | 11.3  | 1.9 | 1.8 | 2.2  | 7.3 |
| 2005–06      | CHI          | 77   | 77  | 35.0 | .453 | .200 | .408 | 10.7  | 2.4 | 1.4 | 2.0  | 6.4 |
| 2006–07      | CHI          | 50   | 50  | 32.5 | .373 | .000 | .424 | 8.8   | 1.8 | 1.4 | 1.6  | 5.1 |
| 2007–08      | CLE          | 22   | 22  | 26.3 | .457 | .000 | .432 | 7.4   | .6  | .9  | 1.7  | 4.2 |
| 2008–09      | CLE          | 56   | 53  | 23.5 | .445 | .000 | .422 | 6.5   | .8  | .9  | 1.3  | 2.9 |
| 2009–10      | DET          | 69   | 67  | 28.6 | .541 | .000 | .406 | 8.7   | 1.5 | 1.2 | 1.2  | 5.5 |
| 2010–11      | DET          | 54   | 49  | 22.9 | .450 | .500 | .333 | 6.5   | 1.3 | 1.0 | 1.0  | 2.9 |
| 2011–12      | DET          | 62   | 11  | 15.8 | .395 | .250 | .340 | 4.3   | .7  | .8  | .8   | 1.4 |
| キャリア     | キャリア     | 1088 | 912 | 29.5 | .474 | .137 | .414 | 9.6   | 1.3 | 1.3 | 2.0  | 5.7 |
| オールスター | オールスター | 4    | 2   | 21.5 | .400 | .000 | .000 | 7.0   | .5  | 2.0 | 1.2  | 3.0 |

### プレーオフ
| シーズン | チーム   | GP  | GS  | MPG  | FG%  | 3P%  | FT%  | RPG  | APG | SPG | BPG | PPG  |
| -------- | -------- | --- | --- | ---- | ---- | ---- | ---- | ---- | --- | --- | --- | ---- |
| 2002     | DET      | 10  | 10  | 40.8 | .475 | .000 | .436 | 16.1 | 1.2 | 1.9 | 2.6 | 7.3  |
| 2003     | DET      | 17  | 17  | 42.5 | .486 | .000 | .446 | 16.3 | 1.6 | 2.5 | 3.1 | 8.9  |
| 2004     | DET      | 23  | 23  | 40.2 | .454 | .000 | .427 | 14.3 | 1.9 | 1.9 | 2.4 | 10.3 |
| 2005     | DET      | 25  | 25  | 39.2 | .481 | .000 | .461 | 11.3 | 1.0 | 1.7 | 2.4 | 10.0 |
| 2006     | DET      | 18  | 18  | 35.7 | .465 | .000 | .273 | 10.5 | 1.7 | 1.3 | 1.2 | 4.7  |
| 2007     | CHI      | 10  | 10  | 36.9 | .566 | .000 | .500 | 9.5  | 1.4 | 1.5 | 1.7 | 8.7  |
| 2008     | CLE      | 13  | 13  | 23.4 | .515 | .000 | .350 | 6.5  | 1.2 | .6  | 1.1 | 3.2  |
| 2009     | CLE      | 14  | 0   | 12.6 | .615 | .000 | .000 | 2.7  | .3  | .3  | .3  | 1.1  |
| キャリア | キャリア | 130 | 116 | 34.8 | .482 | .000 | .418 | 11.2 | 1.3 | 1.5 | 1.9 | 7.2  |

## プレースタイル
2000年代のNBAを代表するディフェンダーであり、NBA最優秀守備選手賞を四度も受賞するほどの卓越した守備技術を発揮した。身長206cm（実寸は200cm程度と公言）とサイズに恵まれていないが、フィジカルの強さと守備技術の高さからセンターを務めていた。
ペイントエリアを主戦場にするセンターとして上背にかけるが、筋肉質な肉体（体脂肪率4.0％未満）、図抜けた怪力（ベンチプレスMAX209kg）、長い腕（ウィングスパン230cm）、高い身体能力（垂直跳び107cm）を駆使して激しい肉弾戦を展開し、得意のブロックショットとスティールで圧倒的な存在感を示した。
ディフェンスでは最大級の評価を受ける一方で、オフェンスはリーグ最下層であった。オフェンスでの仕事は、リング付近のこぼれ球処理、味方へのスクリーンなど数字に残らないプレイに徹していた（ウォーレスはスクリーナーとしても一流）。リング付近からのダンクによる得点以外は、実質的にシュートバリエーションを備えていなかった。特にフリースローはキャリア通算41.8％とリーグ最下層である(因みにこれはクレイ・トンプソンのキャリア通算3pt成功率とほぼ同じである)。相手チームからは「ハック・ア・シャック」ならぬ「ワック・ア・ウォレス」の標的となっていた。手首に古傷を抱えている影響もあって、フリースローではエアボールを放つことも珍しくなかった。

## その他

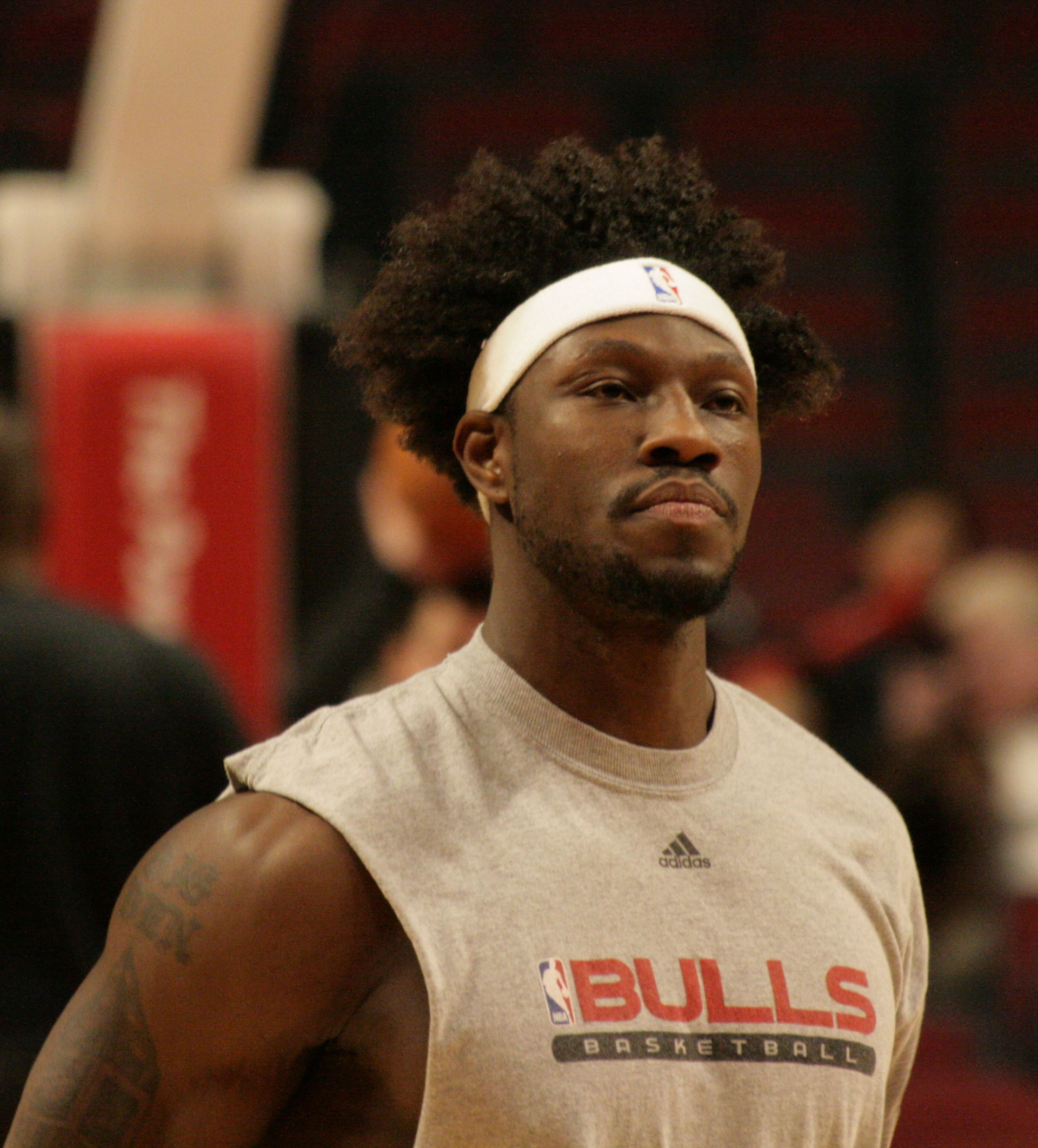
アフロヘアは長らくベンのトレードマークであった

- 2001-02シーズン、好調ピストンズの原動力となったベンとジェリー・スタックハウスの二人で「ben & jerry'sアイスクリーム」の宣伝キャラクターを務めていた。
- 手首の関節に異常があり、スナップを利かせると骨が外れカクカクなるためシュートが入らない。フリースローの低確率の原因とされている。
- ヘアスタイルは彼の長年のトレードマークでコーンロウとアフロヘアの2通りがあった。コーン・ロウは頭皮に負担がかかるので7日経つと解いて、更に7日頭皮を休ませていた。因みにアフロの時の方がチームは勝率がいいため、プレーオフ期間はアフロであった。しかし、2008-2009シーズンの2月、オールスター休暇中の怪我(ローラーボードで遊んでいた際、誤って転倒し、自動車のガラスに右腕前腕部をぶつけ、10針縫った)を境に丸刈りになった（同時期にアレン・アイバーソンやカーメロ・アンソニーも丸刈りにした）。
- 2004-05シーズン前に盲腸炎の手術を受けた。
- 腕にロンドンにある時計台「BigBen」のタトゥーをいれている。これは、自身のニックネーム「ビッグ・ベン」とかけている。また、ウォーレスが交代してコートに入る時や得点した時など、キャブスのホーム、クイックン・ローンズ・アリーナでは「BigBen」の鐘が鳴らされる（全く同じ鐘が、ミルウォーキー・バックスのチャーリー・ベルについてもバックスのホーム、ブラッドリー・センターでは同様に流されている）。
- 現在でも8人の男兄弟の中で最も身長が低い。
- ヘアバンドを常時着用している。

## タイトル・記録
- 最優秀守備選手賞：2002、2003、2005、2006
- オールNBAディフェンシブ
  - 1stチーム：2002、2003、2004、2005、2006
  - 2ndチーム：2007
- オールスター出場：2003〜2006
- リバウンド王（1試合平均）：2002 (13.0)、2003 (15.4)
- ブロック王（1試合平均）：2002 (3.5)
- 4シーズン連続で1000リバウンド、100ブロック、100スティールを記録した唯一の選手。
- ドラフト外からオールスターの先発に選出された唯一の選手。
- 最優秀守備選手賞を4回獲得したのはウォーレスを除くとディケンベ・ムトンボとルディ・ゴベルの2名のみである。